# Lazi (Čabar)
Pour les articles homonymes, voir Lazi (homonymie).
Lazi est une localité de Croatie située dans la municipalité de Čabar, dans le comitat de Primorje-Gorski Kotar. En 2001, la localité comptait 52 habitants.

## Démographie
| 1948 | 1953 | 1961 | 1971 | 1981 | 1991 | 2001 |
| ---- | ---- | ---- | ---- | ---- | ---- | ---- |
| 91   | 97   | 91   | 88   | 77   | 70   | 52   |